# Yeniçadır
Yeniçadır (kurd. Bozo) ist ein Dorf im Landkreis Diyadin der türkischen Provinz Ağrı mit 480 Einwohnern (Stand: Ende 2024). Yeniçadır liegt in Ostanatolien auf 1.980 m über dem Meeresspiegel, ca. 20 km nördlich von Diyadin.
Der ursprüngliche Name von Yeniçadır (türkisch für neues Zelt) lautet Bozo. Die Umbenennung erfolgte nach 1945. Die Volkszählung von 1945 führt das Dorf noch in der Form Bozo auf. Der Name Bozo ist beim Katasteramt registriert.
1945 lebten im damaligen Bozo 89 Menschen. 1985 lebten in Yeniçadır 649 Menschen und 2009 hatte die Ortschaft 818 Einwohner.